# Blizzard (film)
Blizzard is een Canadese kerstfilm uit 2003 geregisseerd door LeVar Burton. Het verhaal heeft de structuur van een raamvertelling.

## Verhaal

### Proloog
Jess Cameron is een meisje van 10 jaar oud. In het begin van de kerstperiode verhuist haar beste vriend Bobby. Op kerstavond is hij al een week weg en Jess is nog steeds aan het huilen. Haar ouders worden ongerust en haar moeder besluit om haar eigen tante Millie om hulp te vragen. Haar man is er minder enthousiast over, maar toch komt tante Millie vanuit Afrika. Ze besluit vervolgens om Jess op te vrolijken met een verhaal over een vriendschap.

### Tante Millie's verhaal
Tante Millie's verhaal gaat over een klein meisje van 10 jaar oud genaamd Katie Andrews. Katie woont in een klein dorpje met haar 2 broers. Haar ouders komen maar net rond en Katie's enige plezier is haar passie voor schaatsen. Op de lokale bevroren vijver ontmoet ze een oudere man die haar bekijkt tijdens het schaatsen. De oudere man besluit om haar les te geven in kunstschaatsen. Haar moeder herkent de oude man echter en het blijkt een zekere Otto Brewer te zijn. Hij won ooit in 1923 (MCMXXIII) een gouden medaille met kunstschaatsen op de Olympische Winterspelen. - Er was dat jaar in werkelijkheid geen winterspelen, maar in deze film wel. - Haar moeder vreest dat ze veel zal moeten betalen, maar Otto doet het met plezier gratis op voorwaarde dat ze kunstschaatsen krijgt. Haar ouders kopen gele tweedehandsschaatsen. Uiteindelijk moet Katie en haar familie verhuizen naar de stad omdat er geen werk meer is het platteland waardoor Katie het schaatsen moet opgeven terwijl ze net een goed niveau bereikt heeft.
Ondertussen gaat tante Millie's verhaal ook over een rendier genaamd Blizzard. Zij is de dochter van Blitzen en een zekere Delphi. De hoofdelf Archimedes is daar ontevreden over daar vrouwtjesrendieren zeer zelden kunnen vliegen terwijl dit een evidentie voor de mannetjes. Vliegen is de belangrijkste van de drie rendiergaves. Blizzard blijkt echter bijzonder te zijn, want al snel leert ze de eerste gave: vliegen. Ze is sneller en beter dan al haar leeftijdsgenoten. Later ontdekt ze ook dat ze zichzelf onzichtbaar kan maken en dat is de tweede magische rendiergave. Verder blijkt ze ook de derde gave te hebben. Ze kan empathisch navigeren. Hierdoor kan ze de gevoelens van de kinderen voelen. Blizzard is zo het eerste rendier dat alle 3 de magische gaves bezit, maar enkel het klunzige rendier DJ (Donner Junior) mag haar echt. Door Blizzard's gaves kan ze voortdurend kleine overtredingen doen waardoor de hoofdelf Archimedes zich steeds meer aan haar ergert daar hij de regels precies volgt en dat iedereen dat ook moet doen. Blizzard voelt door de derde gave Katie's verdriet en wil haar helpen. Ze zorgt ervoor dat ze terug kan schaatsen bij een club met een rijk meisje genaamd Erin. Uiteindelijk is de hoofdelf Archimedes een rechtszaak begonnen tegen Blizzard wegens het overtreden van de 3 belangrijkste regels.  Blizzard wordt vrijgesproken door de kerstman doordat ze Katie hielp als een vriendin zonder er iets voor terug te willen en dat dit de kerstgedachte is. Hij voegt echter eraan toe dat de regels niet altijd letterlijk gevolgd hoeven te worden, maar dat ze wel belangrijk zijn als leidraad. Hierdoor mogen Blizzard en Katie elkaar nooit meer zien. Katie krijgt vervolgens nog kerstcadeaus: een nieuw paar kunstschaatsen en een hechte vriendschap met Erin.

### Epiloog
Tante Millie zegt zo dat Katie en Blizzard elkaar nooit meer zagen, maar dat ze wel altijd vrienden bleven in hun hart. Vervolgens ontdekt Jes dat  tante Millie voluit Mildred Katie Andrews noemt en ze dus over haar jeugd verteld heeft. Blizzard is getrouwd met Donner Junior.

## Rolverdeling
- Zoe Warner als jonge Mildred Katie Andrews
- Whoopi Goldberg als Blizzard, een rendier (stem)
- Brenda Blethyn als oudere Mildred Katie Andrews (tante Millie)
- Kevin Pollak als Archimedes, de hoofdelf
- Jennifer Pisana als Jess Cameron
- Brittany Bristow als Erin Scott-Pierce, een schaatsster
- Christopher Plummer als de kerstman
- Jan Tříska als Otto Brewer
- Stephanie Morgenstern als Emma Ward, de schaatslerares
- Lee Smart als Donner Junior (DJ), een rendier

## Ontvangst
De film behaalde een waardering van 60% op Rotten Tomatoes.

## Prijzen en nominaties
| jaar | prijs                                          | categorie                                             | uitslag     |
| ---- | ---------------------------------------------- | ----------------------------------------------------- | ----------- |
| 2004 | Canadian Network of Makeup Artists             | Best Make-Up Artist for a Feature Film                | Genomineerd |
| 2004 | Chicago International Children's Film Festival | Best of the Fest                                      | Gewonnen    |
| 2004 | Directors Guild of Canada                      | Outstanding Team Achievement in a Family Feature Film | Gewonnen    |
| 2004 | Genie Awards                                   | Best Performance by an Actor in a Supporting Role     | Genomineerd |
| 2004 | Genie Awards                                   | Best Achievement in Costume Design                    | Genomineerd |
| 2004 | Genie Awards                                   | Best Achievement in Music - Original Song             | Genomineerd |
| 2004 | Young Artist Awards                            | Best International Feature Film                       | Genomineerd |